# Эметофобия
Эметофобия  (англ. emetophobia) — сильная боязнь по отношению к рвотным массам. Эта специфическая фобия может также включать подкатегории, вызывающие беспокойства в определённых ситуациях, в том числе боязнь рвоты в общественных местах, страх увидеть рвоту, наблюдать за действом рвоты или страх тошноты.
Эметофобия клинически считается «уклончивой трудностью», так как в отношении этого было сделано ограниченное исследование. Эметофобии уделяется мало внимания по сравнению с другими иррациональными страхами. Она не ограничивается возрастной категорией: случаи эметофобии могут наблюдаться в детстве, юности и зрелости.

## Этимология и определение
Корень слова эметофобия происходит от древнегреческого слова ἔμετος (émetos), что означает «рвота». Второй корень «-фобия» (др.-греч. -φοβία, англ. -phobia) означает «преувеличенный, как правило, необъяснимый страх конкретного объекта, класса объектов или ситуаций».
Люди, страдающие эметофобией, нередко говорят о рвоте, связанной с травматическим событием, таким как гастроэнтерит или случайная рвота в общественном месте; всё это способствует развитию эметофобии.

## Причины
Существует твёрдое убеждение в научном сообществе, что нет конкретной причины эметофобии. Эметофобией могут страдать жертвы физического или сексуального насилия в детстве, а также люди, пытающиеся контролировать себя и своё окружение любыми возможными способами, а рвоту сложно, иногда даже невозможно контролировать.

## Известные люди с эметофобией
- Чарли Брукер[9]
- Дениз Ричардс[10]
- Эшли Бенсон[11]
- Белла Рамзи[12]
- Максим Тарасенко (TheBrianMaps)[13]